# Охотниче (Калінінградська область)
Охотниче (рос. Охотничье) — селище Правдинського району, Калінінградської області Росії. Входить до складу Мозирського сільського поселення.
Населення —  25 осіб (2015 рік). 

## Населення
| 2002 | 2010 |
| ---- | ---- |
| 30   | ↘25  |